# 桑原神社 (常総市)
桑原神社（くわばらじんじゃ）は、茨城県常総市の鬼怒川沿いにある神社。祭神は豊城入彦命、天熊人の2柱。下総国岡田郡の式内社で、旧社格は郷社。旧岡田郡・豊田郡の総社。

## 由緒
天智天皇の第７皇子「志貴皇子」の孫、下総国の国司「桑原王」が宝亀3年（772年）3月、鬼怒川西岸の本屋敷と呼ばれた台地に、祖である「豊城入彦命」、「天熊人命」を守護神として祀ったことが起源と伝えられている。本屋敷には、古来から大きな集落があり、高さ10mの前方後円墳「東山塚」があった。現在は、近代の堤防工事で削られ、なくなっている。
昌泰年間（898年～901年）には、平良将が当社の鎮座していた字本屋敷に下総国亭を置き、政治の拠点とした。平将門も父親の平良将と共に本屋敷を拠点とし、当社を崇敬した。

水害等で住民が字本屋敷から西側へ移動したため、当社も延宝6年（1678年）に現在地に遷座した。
正徳2年（1712年）、社号「香取社」として正一位に昇格した。
享保4年（1719年）には、寛永2年（1625年）の棟札「日本国関東下総国生桑原大明神造立一宇」が本殿建て替え時に発見され、宝暦8年（1758年）に寺社奉行から延喜式内「桑原神社」と認められた。それ以降、社号「桑原神社」に復称した。

明治42年（1909年）2月には、以下の2社を本殿に合祀した。
- 日枝神社
- 佐田彦神社

社格
- 貞観17年（875）12月5日 - 正六位上[3]
- 正徳2年（1712年） - 正一位（香取社）[1]
- 明治6年（1873年） - 郷社[4]
- 明治40年（1907年）5月13日 - 神饌幣帛料供進社[4]

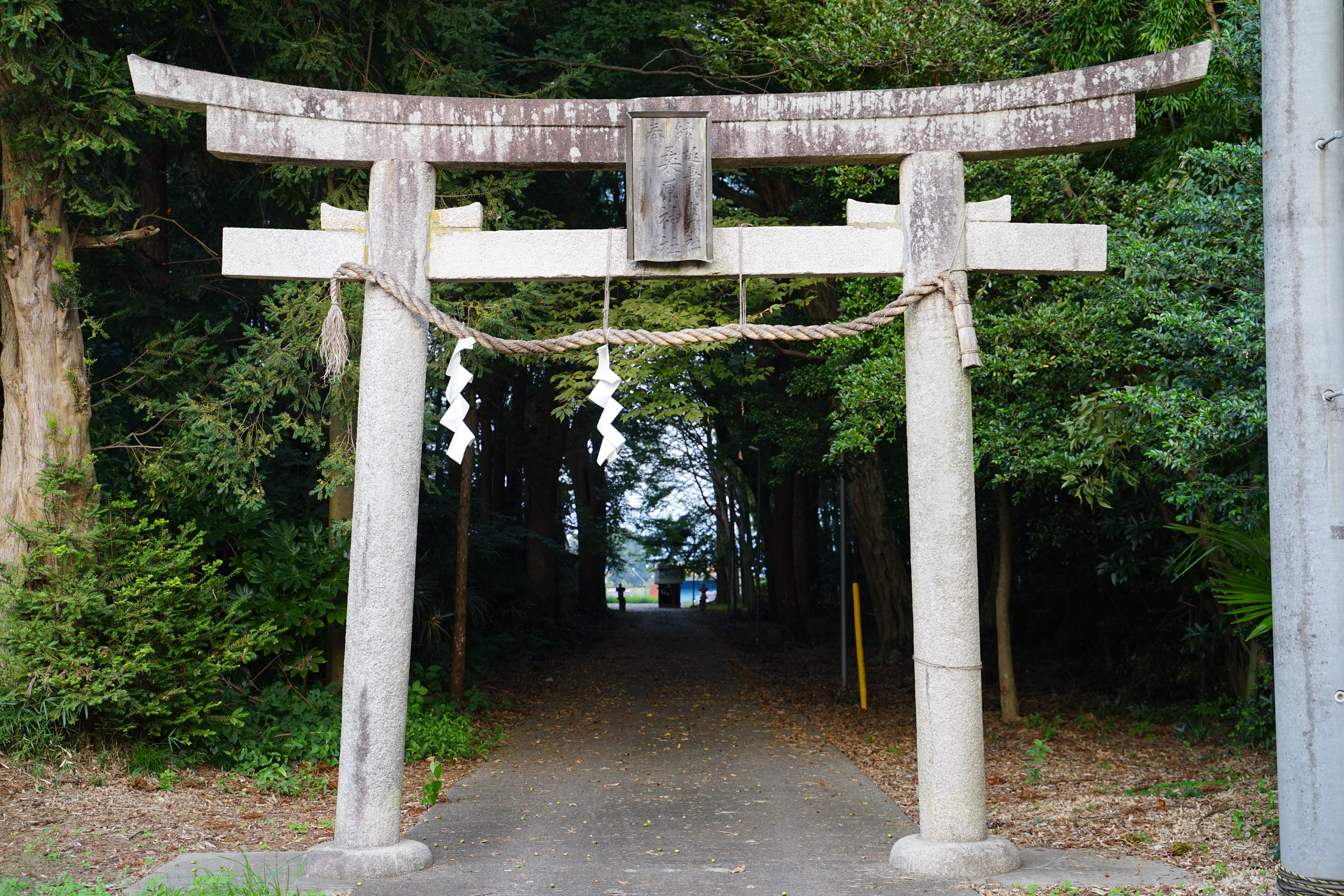
鳥居
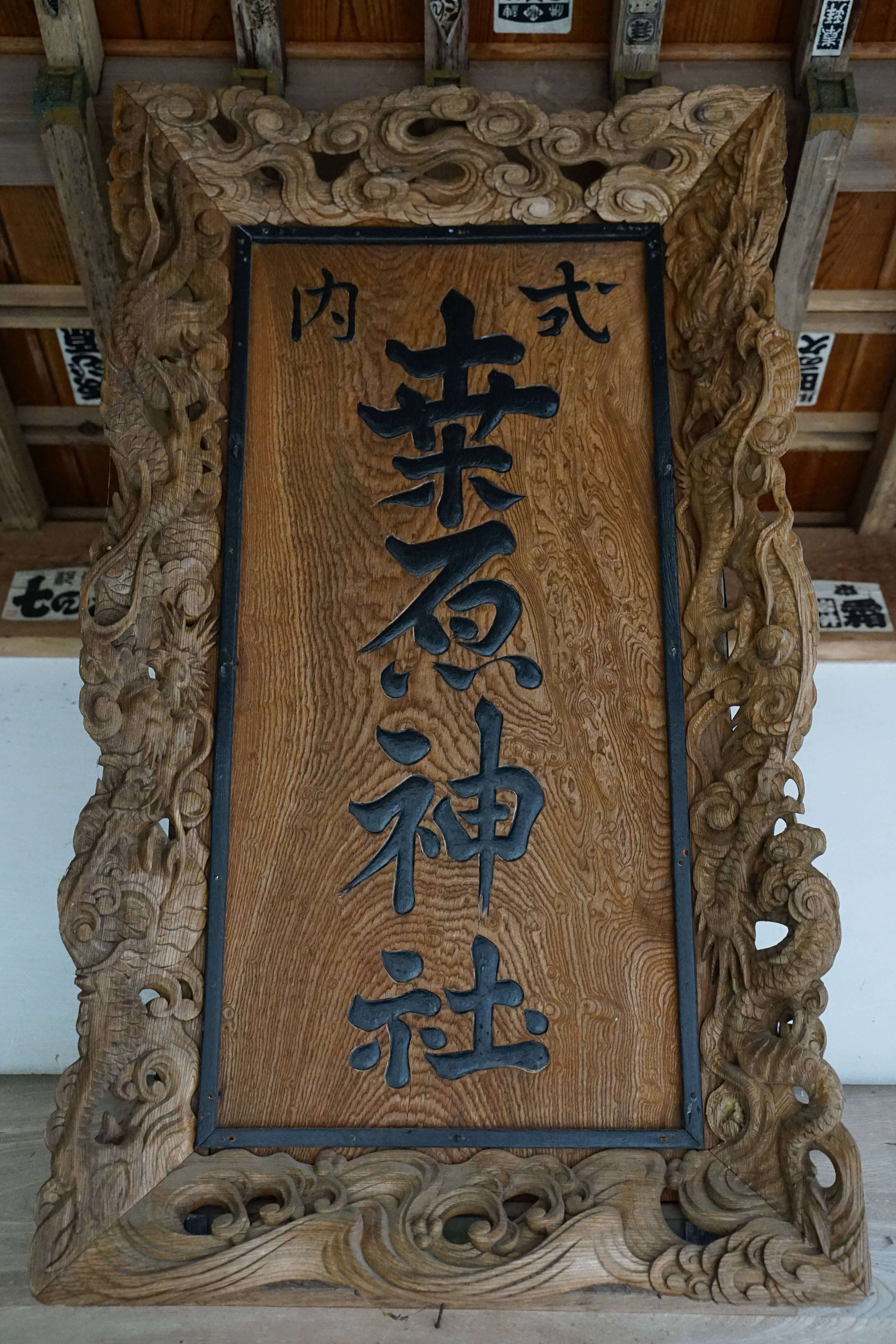
拝殿の扁額
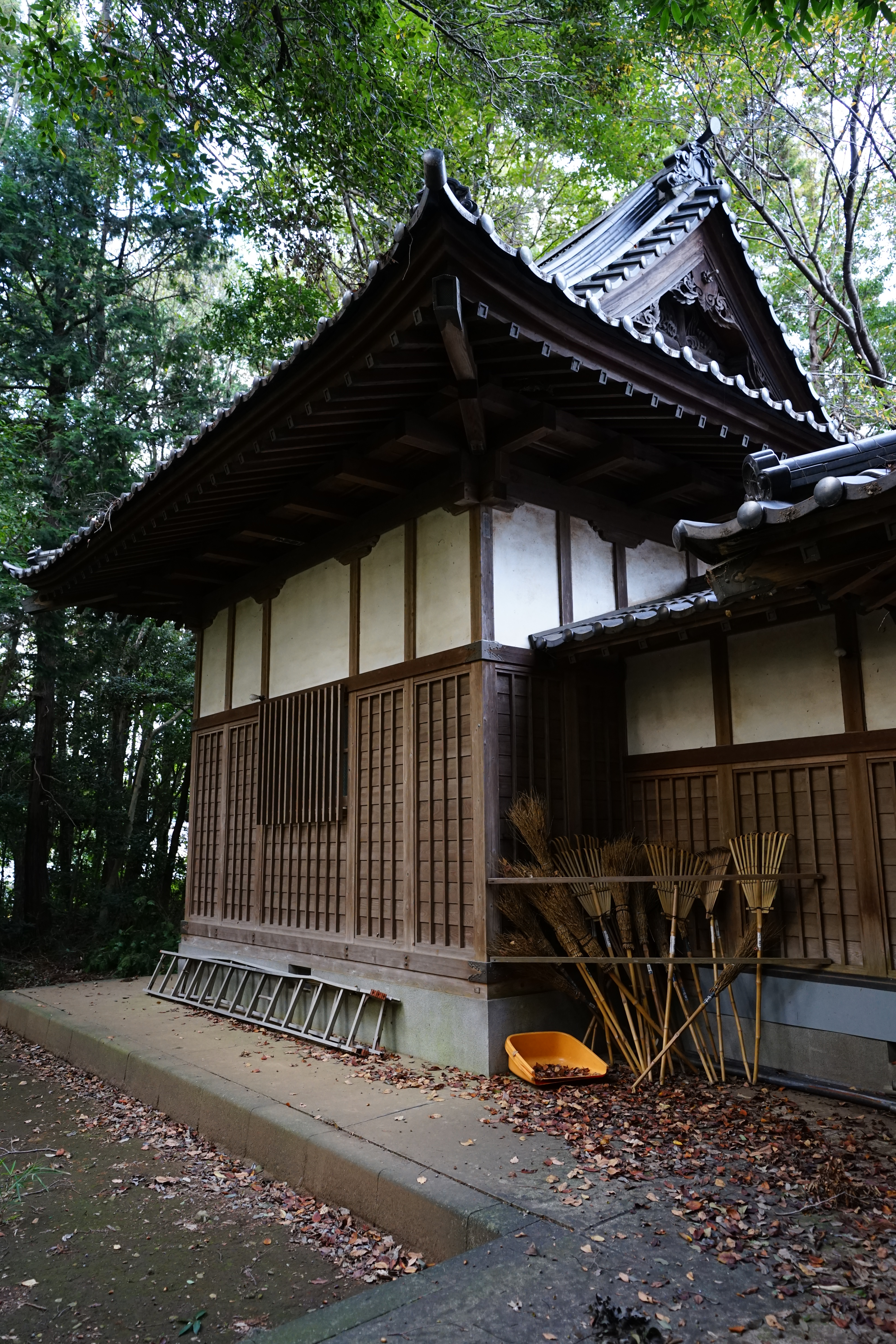
本殿

## 祭神
主祭神
- 豊城入彦命（とよきいりひこのみこと）
- 天熊人（あめのくまひと）

配祀神
- 猿田彦命（さるたひこのみこと）
- 大山咋命（おおやまくいのかみ）

## 境内社

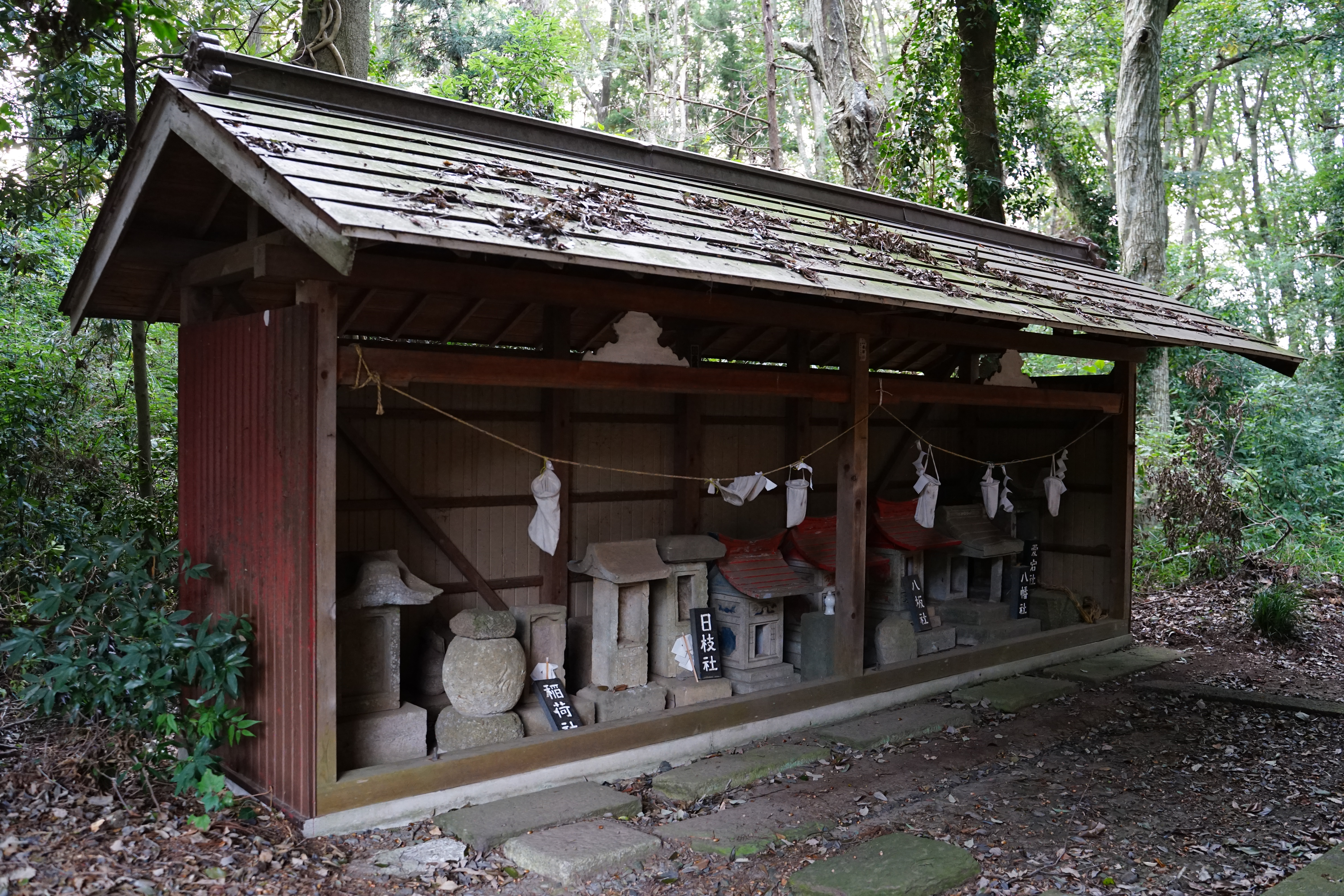
境内社群
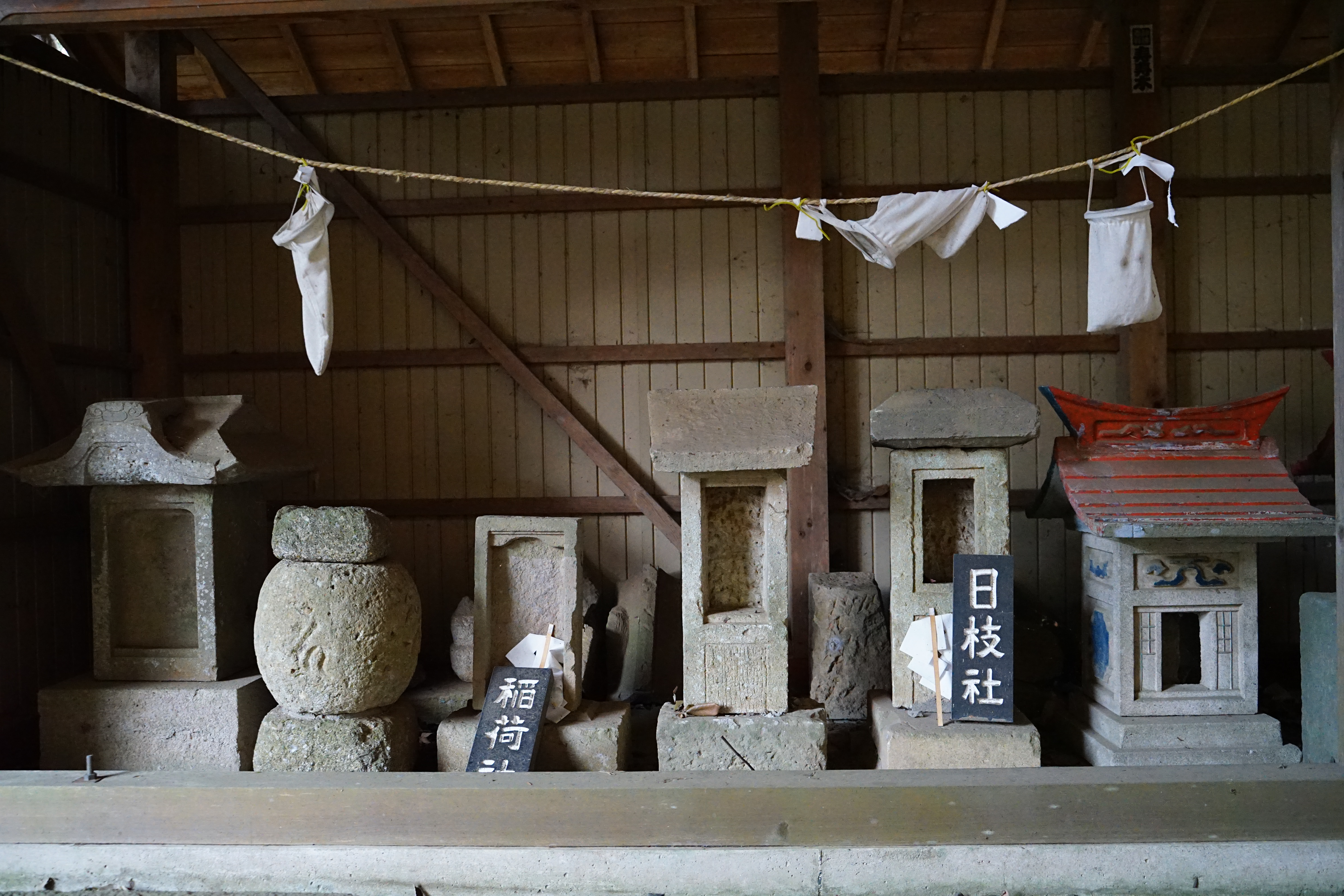
境内社群の左側
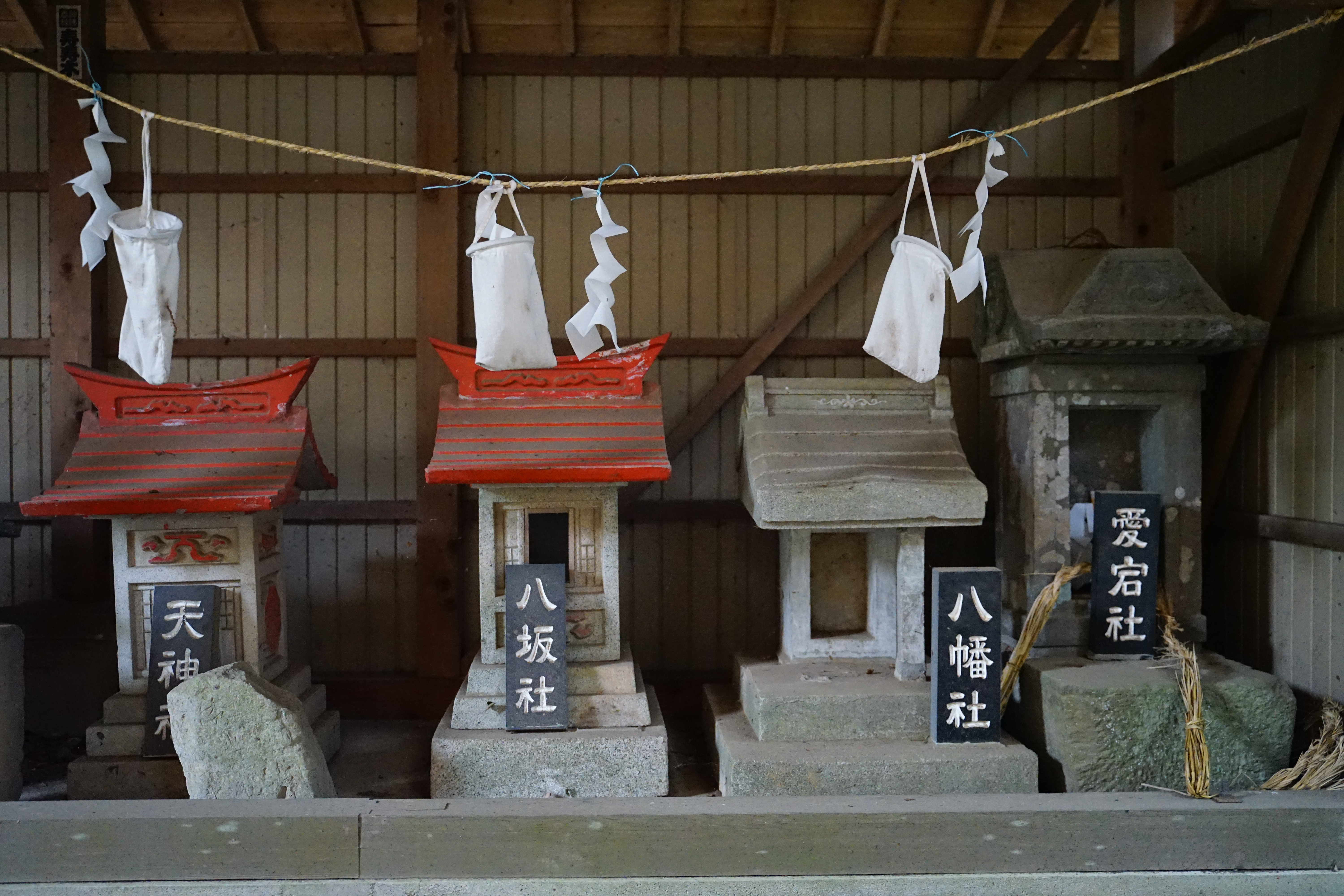
境内社群の右側

鳥居を潜った参道の奥に鎮座。
- 香取社

社殿正面に向かって、右側に鎮座。
- 大杉社
- 四社宮

社殿正面に向かって、左側に鎮座。石祠群の中には、社号が明記られていない2社がある。
- 庚申社
- 稲荷社、日枝社
- 天神社、八坂社、八幡社、愛宕社

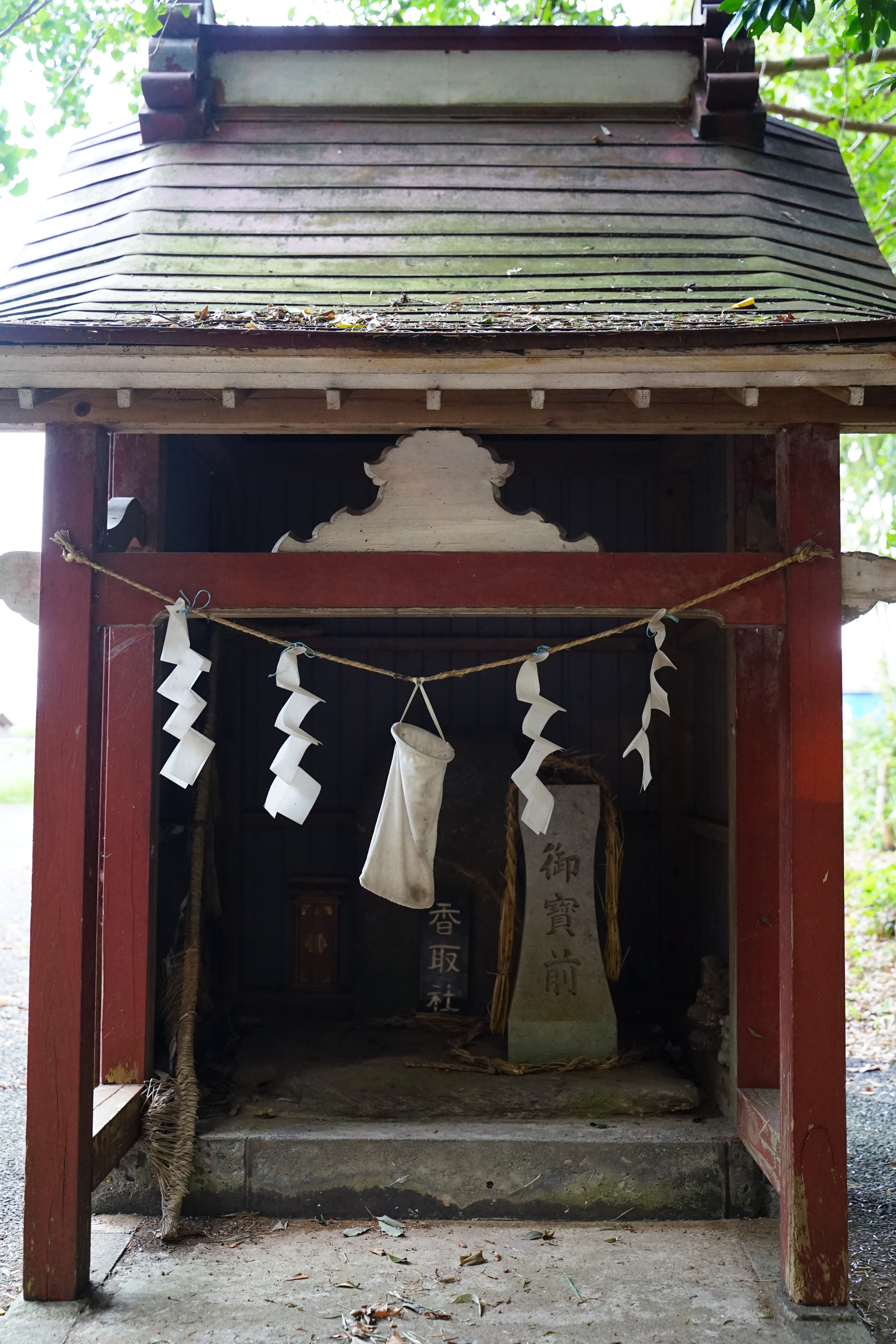
香取社
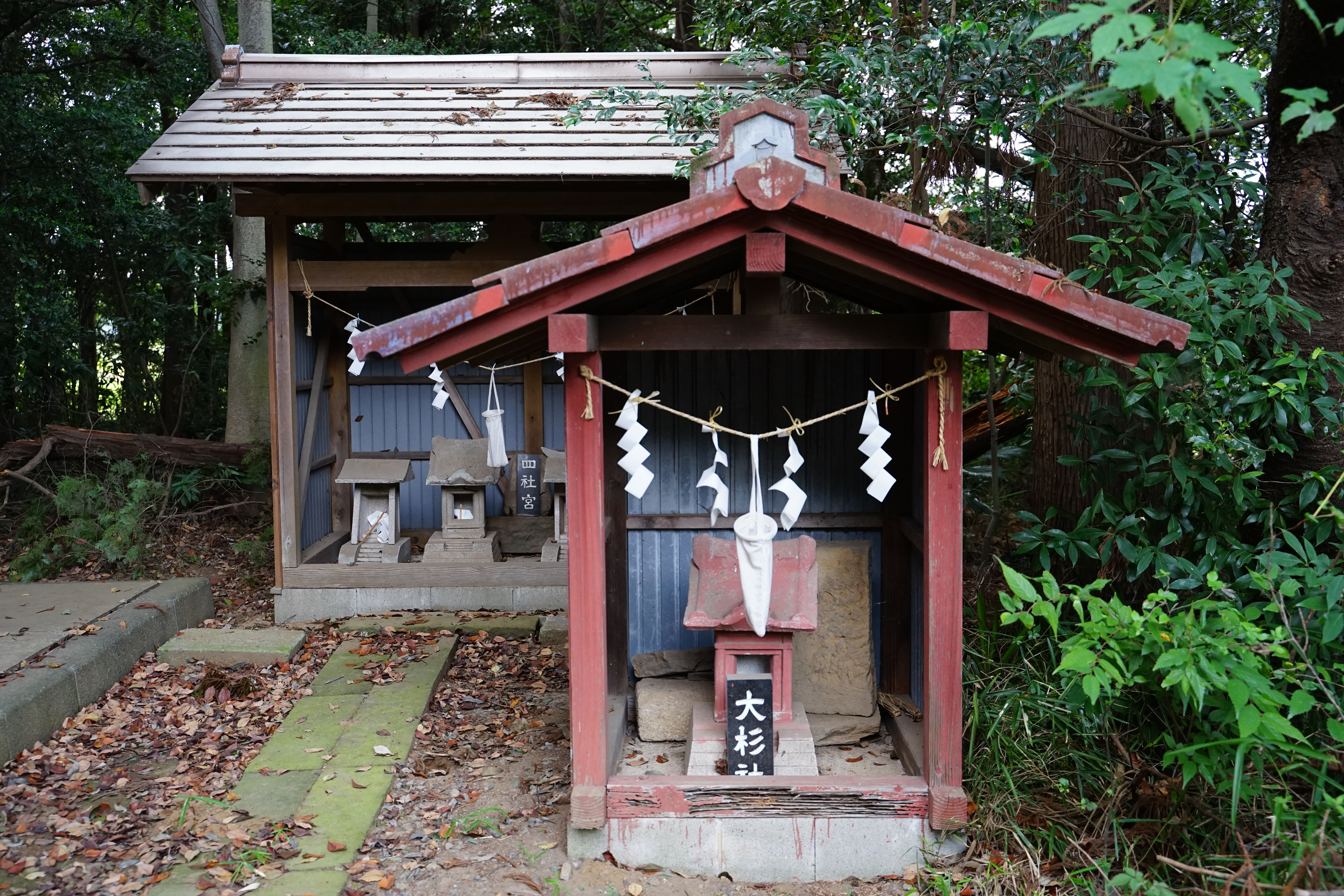
大杉社、四社宮
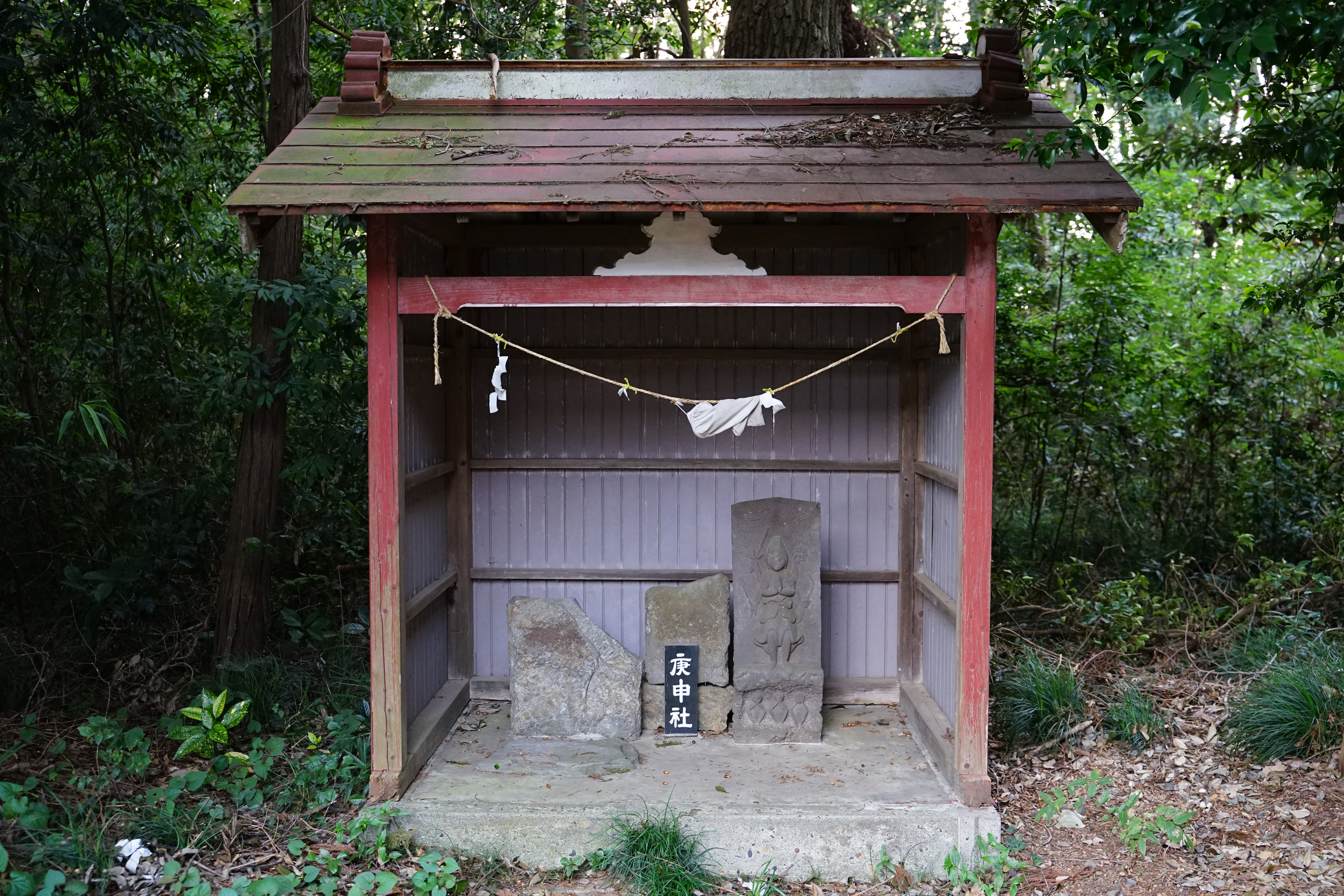
庚申社

- 境内社群
- 境内社群の左側
- 境内社群の右側

## 行事[4]
- 例大祭（11月11日）

## 交通
- 関東鉄道石下駅から徒歩45分（3.5km）